# 三臭化アンチモン
三臭化アンチモン（さんしゅうかアンチモン、Antimony tribromide）は、化学式がSbBr3の無機化合物である。難燃剤としてポリエチレンなどのポリマーに添加される。